# The Very Best of Era
The Very Best of Era – płyta muzyczna będąca zbiorem utworów Ery wydanych na poprzednich trzech albumach.

## Lista utworów
1. „Ameno [remix]”
2. „Don’t Go Away” (wokal Lena Jinnegren)
3. „The Mass” (wokal Guy Protheroe)
4. „Mother [remix]” (wokal Florence Dedam)
5. „Misere Mani” (wokal Lena Jinnegren)
6. „Avemano Orchestral” (wokal Harriet Jay)
7. „Looking For Something” (wokal Lena Jinnegren)
8. „Don’t U”
9. „Enae Volare” (wokal Guy Protheroe)
10. „Cathar Rhythm” (wokal Eric Geisen i Harriet Jay)
11. „Divano”
12. „Don’t You Forget” (wokal Lena Jinnegren)
13. „Hymne” (wokal Lena Jinnegren)
14. „Sentence” (wokal Lena Jinnegren)
15. „I Believe”
16. „Looking for Something (Darren Tate Mix Edit)”

## Notowania
| Lista               | Kraj       | Pozycja |
| ------------------- | ---------- | ------- |
| Sverigetopplistan   | Szwecja    | 11      |
| Schweizer Hitparade | Szwajcaria | 13      |